# Black Dog Barking
| Recensione   | Giudizio |
| ------------ | -------- |
| AllMusic     |          |
| The Guardian |          |

Black Dog Barking è il terzo album in studio del gruppo musicale australiano Airbourne, pubblicato nel 2013 dalla Roadrunner Records.
Il 25 marzo 2013, attraverso il canale ufficiale YouTube della band, è stata pubblicata la prima canzone estratta dall'album Live It Up.

## Tracce
1. Ready to Rock – 5:25 (O'Keeffe, O'Keeffe)
2. Animalize – 3:03 (O'Keeffe, O'Keeffe, Churko)
3. No One Fits Me (Better Than You) – 3:07 (O'Keeffe, O'Keeffe, Howes)
4. Back in the Game – 3:26 (O'Keeffe, O'Keeffe, Howes)
5. Firepower – 2:59 (O'Keeffe, O'Keeffe, Howes)
6. Live It Up – 4:23 (O'Keeffe, O'Keeffe, Howes)
7. Woman Like That – 3:14 (O'Keeffe, O'Keeffe, Howes)
8. Hungry – 2:57 (O'Keeffe, O'Keeffe)
9. Cradle to the Grave – 3:23 (O'Keeffe, O'Keeffe, Howes)
10. Black Dog Barking – 3:00 (O'Keeffe, O'Keeffe, Howes)

Durata totale: 34:57

### Deluxe edition
1. Jack Attack – 2:52
2. You Got the Skills (to Pay the Bills) – 3:33
3. Party in the Penthouse – 3:09

### Bonus Disc: Live At Wacken 2011
1. Raise the Flag – 3:57
2. Born to Kill – 4:13
3. Diamond in the Rough – 3:30
4. Chewin the Fat – 5:20
5. Blackjack – 7:13
6. Bottom of the Well – 7:54
7. Girls in Black – 4:02
8. No Way But the Hard Way – 5:59

## Formazione
- Joel O'Keeffe - voce, chitarra
- David Roads- chitarra ritmica, cori
- Justin Street - basso, cori
- Ryan O'Keeffe - batteria